# Samuele Ceccarelli
Samuele Ceccarelli (Massa, 9 gennaio 2000) è un velocista italiano, campione europeo dei 60 metri piani indoor a Istanbul 2023.

## Biografia
Diplomato al liceo linguistico, studia giurisprudenza a Pisa sull’esempio del padre avvocato. Vive a Massa, sua città natale. Gareggia per l'Atletica Firenze Marathon. 
Inizia a correre nelle gare scolastiche. Poi, nel 2016, si allena al campo di atletica di Massa per la categoria allievi. Nel 2018 ottiene i primi risultati a livello giovanile: è 4° sui 60 m (6"87) ai "Campionati Italiani Juniores indoor" di Ancona, il 3 febbraio 2018; si classifica poi 3º sui 100 m (10"65 +2,3 w) ai "Campionati italiani juniores" di Agropoli (SA) per la ASD Atletica Alta Toscana e conseguentemente è convocato come riserva della 4x100 ai Campionati del mondo under 20 in Finlandia. Nel 2019 è al 2º posto sui 60 metri piani indoor (6"80) ed è 3º nei 100 m alle Nazionali di categoria, poi si arresta per infortunio dopo gli Europei U20 di Borås (Svezia).
Nel 2021 si classifica 2º nei 100 metri promesse, venendo poi convocato agli Europei U23 in Estonia, ma viene bloccato da problemi fisici in avvio di stagione, a causa di una microfrattura da stress al perone destro, seguita un anno più tardi a quello sinistro.
Il 17 dicembre 2022, in un meeting indoor a Parma, Ceccarelli ha stabilito la "Migliore prestazione nazionale Promesse" nella distanza breve dei 50 metri con il tempo di 5"81, migliorandosi di 9/100 rispetto alla batteria.
Il 19 febbraio 2023 ai campionati italiani assoluti indoor di Ancona si aggiudica il titolo nei 60 metri piani, precedendo Marcell Jacobs. Il 4 marzo vince l'oro europeo sulla stessa distanza a Istanbul 2023, piazzandosi sempre davanti al connazionale. Il tempo di 6"47, stabilito in semifinale, è la seconda prestazione italiana di sempre, dietro allo stesso Marcell Jacobs, e la quinta prestazione europea di sempre, al pari di Linford Christie e James Dasaolu.

## Record nazionali
Promesse (under 23)
- 50 metri piani indoor: 5"81 ( Parma, 17 dicembre 2022)

## Progressione

### 60 metri piani indoor
| Stagione | Tempo | Luogo         | Data      | Rank. Mond. |
| -------- | ----- | ------------- | --------- | ----------- |
| 2022/23  | 6"47  | Istanbul      | 4-3-2023  | 3º          |
| 2021/22  | 6"81  | Casalmaggiore | 23-1-2022 | 659º        |
| 2020/21  | 6"79  | Padova        | 31-1-2021 | 334º        |
| 2018/19  | 6"72  | Modena        | 19-1-2019 | 192º        |
| 2017/18  | 6"83  | Modena        | 25-2-2018 | 634º        |

### 100 metri piani
| Stagione | Tempo | Luogo          | Data      | Rank. Mond. |
| -------- | ----- | -------------- | --------- | ----------- |
| 2025     | 10"26 | Savona         | 21-5-2025 |             |
| 2024     | 10"21 | La Spezia      | 29-6-2024 |             |
| 2023     | 10"13 | Firenze        | 2-6-2023  |             |
| 2023     | 10"13 | Chorzów        | 23-6-2023 |             |
| 2022     | 10"48 | Rieti          | 21-5-2022 | 1076º       |
| 2021     | 10"45 | Rovereto       | 26-6-2021 | 719º        |
| 2020     | 10"54 | Grosseto       | 18-9-2020 | 479º        |
| 2019     | 10"58 | Grosseto       | 1-6-2019  | 1261º       |
| 2018     | 10"58 | Campi Bisenzio | 5-5-2018  | 1181º       |
| 2017     | 10"72 | Arezzo         | 24-6-2017 | 2032º       |
| 2016     | 11"18 | Livorno        | 9-7-2016  |             |

## Palmarès
| Anno | Manifestazione  | Sede      | Evento        | Risultato  | Prestazione | Note   |
| ---- | --------------- | --------- | ------------- | ---------- | ----------- | ------ |
| 2019 | Europei U20     | Borås     | 100 m piani   | Semifinale | 10"62       |        |
| 2021 | Europei U23     | Tallinn   | 100 m piani   | Batteria   | 10"52       |        |
| 2021 | Europei U23     | Tallinn   | 4×100 m       | Batteria   | 40"52       |        |
| 2023 | Europei indoor  | Istanbul  | 60 m piani    | Oro        | 6"48        | [ 12 ] |
| 2023 | Giochi europei  | Chorzów   | 100 m piani   | Oro        | 10"13       | [ 13 ] |
| 2023 | Giochi europei  | Chorzów   | 4×100 m       | Argento    | 38"47       | [ 13 ] |
| 2023 | Giochi europei  | Chorzów   | A squadre     | Oro        | 426,5 p.    | [ 13 ] |
| 2023 | Mondiali        | Budapest  | 100 m piani   | Batteria   | 10"26       |        |
| 2024 | Mondiali indoor | Glasgow   | 60 m piani    | Batteria   | 6"77        |        |
| 2025 | Europei indoor  | Apeldoorn | 60 m piani    | Semifinale | 6"68        |        |
| 2025 | World Relays    | Guangzhou | 4x100 m mista | 5º         | 41"25       |        |

## Campionati nazionali
- 1 volta campione nazionale assoluto dei 100 m piani (2023)
- 1 volta campione nazionale assoluto indoor dei 60 m piani (2023)
- 1 volta campione nazionale promesse della staffetta 4×100 m (2021)

2016
- 1º nella Finale 2 ai campionati italiani allievi (Jesolo), 100 m piani - 11"20

2017
- 1º nella Finale 2 ai campionati italiani allievi (Rieti), 100 m piani - 10"97

2018
- 4º ai campionati italiani juniores indoor (Ancona), 60 m piani - 6"87
- Bronzo ai campionati italiani juniores (Agropoli), 100 m piani - 10"65 w
- 5º ai campionati italiani juniores (Agropoli), 200 m piani - 21"63

2019
- Argento ai campionati italiani juniores indoor (Ancona), 60 m piani - 6"80
- Bronzo ai campionati italiani juniores (Rieti), 100 m piani - 10"66

2020
- 6º ai campionati italiani promesse (Grosseto), 100 m piani - 10"61
- Argento ai campionati italiani promesse (Grosseto), staffetta 4×100 m - 41"58
- Eliminato in semifinale ai campionati italiani assoluti (Padova), 100 m piani - 10"71

2021
- 7º ai campionati italiani promesse indoor (Ancona), 60 m piani - 6"97
- 6º ai campionati italiani promesse indoor (Ancona), 4×1 giro - 1'29"99
- Argento ai campionati italiani promesse (Grosseto), 100 m piani - 10"40 w
- Oro ai campionati italiani promesse (Grosseto), staffetta 4×100 m - 41"30
- 5º ai campionati italiani assoluti (Rovereto), 100 m piani - 10"45
- 7º ai campionati italiani assoluti (Rovereto), staffetta 4×100 m - 41"20

2022
- 7º ai campionati italiani promesse (Firenze), 100 m piani - 10"60

2023
- Oro ai campionati italiani assoluti indoor (Ancona), 60 m piani - 6"54
- Oro ai campionati italiani assoluti (Molfetta), 100 m piani - 10"30

2024
- Argento ai campionati italiani assoluti indoor, 60 m piani - 6"66
- Argento ai campionati italiani assoluti (La Spezia), 100 m piani - 10"21

2025
- 5º ai campionati italiani assoluti, 100 m piani - 10"37
- Bronzo ai campionati italiani assoluti indoor, 60 m piani - 6"70

## Altre competizioni internazionali
2023
- Campionati europei a squadre di atletica leggera ( Chorzów)
- Oro ai Campionati europei a squadre di atletica leggera ( Chorzów), 100 m piani - 10"13 =
- Argento ai Campionati europei a squadre di atletica leggera ( Chorzów), staffetta 4x100 m - 38"47
- 5º al Golden Gala ( Firenze), 100 m piani - 10"13
- Argento al Golden Spike Ostrava ( Ostrava), 100 m piani - 10"15

2025
- Campionati europei a squadre di atletica leggera ( Madrid)